# Lew Lwowitsch Kamenew
Lew Lwowitsch Kamenew (russisch Лев Льво́вич Каменев, * 1833 oder 1834 in Rylsk; † 14. Januarjul. / 26. Januar 1886greg. in Sawinskaja sloboda) war ein russischer Landschaftsmaler.

## Leben
Kurz nach seiner Geburt siedelte die Familie nach Astrachan über, wo Kamenev die Schule besuchte, aber nicht abschloss, da er im Geschäft seines Vaters, eines Kleinhändlers, gebraucht wurde.
Der Großvater des später berühmten Malers Konstantin Alexejewitsch Korowin erkannte das Talent des jungen Mannes und ermöglichte ihm Studien an der Kunstschule von Sankt Petersburg. 1854 zog Kamenew nach Moskau, wo er an der Moskauer Hochschule für Malerei, Bildhauerei und Architektur aufgenommen wurde. Er studierte dort vier Jahre unter Karl Rabus und Alexej Sawrasow.
Von 1862 bis 1865 unternahm er eine Studienreise nach Deutschland, wo er in München und Düsseldorf studierte, und in die Schweiz. Nach Russland zurückgekehrt widmete er sich der Landschaftsmalerei. 1870 war er ein Gründungsmitglied der Künstlergruppe Peredwischniki. In diese Jahrzehnte fällt auch der Höhepunkt seines Schaffens.
Lew Lwowitsch Kamenew starb 1886 verarmt in der Nähe von Moskau.

## Werke (Auswahl)
- Winterstraße, 1866, Tretjakow-Galerie, Moskau
- Frühling, 1866, Tretjakow-Galerie, Moskau
- In der Nähe von Poretschje, 1869, Russisches Museum Sankt Petersburg
- Nebel. Die rote  Brücke in Moskau im Herbst, 1871, Tretjakow-Galerie, Moskau
- Landschaft, 1872, Tretjakow-Galerie, Moskau